# Danh sách loài được mô tả năm 2020
Danh sách các loài sinh vật được mô tả chính thức năm 2020 xếp theo thời gian công bố trên các tạp chí khoa học.

## Tháng 1 năm 2020
1. Navicula gogorevii, loài tảo cát thuộc chi Navicula, họ Naviculaceae, bộ Naviculales, liên bộ Bacillariophycanae, phân lớp Bacillariophycidae, lớp Bacillariophyceae được tìm thấy ở Việt Nam.[1]
2. Oligodon rostralis: loài Rắn khiếm chi Oligodon, phân họ Colubrinae, họ Colubridae tìm thấy trên Cao nguyên Lâm Viên, Tây Nguyên, Việt Nam.[2]
3. Paraboea villosa, loài thực vật chi Paraboea, tông Didymocarpeae, phân họ Cyrtandroideae, họ Gesneriaceae, bộ Lamiales phát hiện tại huyện Thông Nông, tỉnh Cao Bằng, Miền Bắc (Việt Nam).[3]
4. Acroneuria axana, loài Acroneuria, tông Acroneuriini, phân họ Acroneuriinae, họ Perlidae, thứ bộ Systellognatha, cận bộ Arctoperlaria, bộ Plecoptera, liên bộ Plecopterida, Polyplecoptera, Anartioptera, Polyneoptera, Neoptera, Metapterygota, Pterygota, Dicondylia, Insecta.[4]
5. Peliosanthes crassicoronata: loài thực vật chi Peliosanthes, tông Convallarieae, phân họ Nolinoideae, họ Asparagaceae, bộ Asparagales, Monocots, Angiospermae, Spermatophyta, Tracheophyta, Embryophyta tìm thấy ở Miền Nam (Việt Nam).[5]
6. Ophiorrhiza hiepii
7. Ophiorrhiza hainanensis: loài thực vật chi Ophiorrhiza, tông Ophiorrhizeae, phân họ Rubioideae, họ Rubiaceae, bộ Gentianales tìm thấy ở Miền Bắc (Việt Nam).[6]

## Tháng 2 năm 2020
1. Kurixalus gracilloides loài Ếch cây chi Kurixalus, phân họ Rhacophorinae, họ Rhacophoridae, bộ Anura, lớp Amphibia tìm thấy ở rừng tre thứ sinh ở vườn quốc gia Pù Mát, Nghệ An, Việt Nam tại độ cao 150 mét so với mực nước biển.[7][8]
2. Cirrhilabrus briangreenei, cá biển chi Cirrhilabrus, họ Cá bàng chài.[9]
3. Roa haraguchiae, cá biển chi Roa, họ Cá bướm.[10]

## Tháng 4 năm 2020
1. Ophiorrhiza hoanglienensis, loài Ophiorrhiza, tông Ophiorrhizeae, phân họ Rubioideae, họ Rubiaceae, bộ Gentianales được phát hiện ở dãy núi Hoàng Liên Sơn, Việt Nam.[11]
2. Thrissina belvedere, loài Thrissina, phân họ Coilinae, họ Engraulidae, bộ Clupeiformes, phân thứ lớp Teleostei tìm thấy ở Vịnh Hạ Long, Quảng Ninh, Việt Nam.[12][13]

## Tháng 5 năm 2020
1. Pseudognaptodon sinensis
2. Pseudognaptodon curvinervis
3. Pseudognaptodon bidoupensis
4. Pseudognaptodon longi: chi Pseudognaptodon, Gnamptodontinae, Braconidae, Ichneumonoidea, Apocrita, Hymenoptera
5. Neognamptodon laticauda: chi Neognamptodon, Gnamptodontinae
6. Tamdaona brevizona:
7. Tamdaona sculpturata: chi Tamdaona, Braconidae[14]
8. Begonia pendens:
9. Begonia satelloides: chi Begonia, ho Begoniaceae, bộ Cucurbitales.[15]
10. Chromis mamatapara, cá biển chi Chromis, họ Cá thia.[16]

## Tháng 7 năm 2020
1. Lasianthus konchurangensis: loài thực vật chi Lasianthus, tông Lasiantheae, họ Rubiaceae, bộ Gentianales,[17]
2. Selaginella coriaceifolia: loài quyển bá Selaginella, Selaginellaceae, Lớp Thạch tùng.[18][19]
3. Cryptomonas cattiensis: loài Cryptomonas, họ Cryptomonadaceae, bộ Cryptomonadales, lớp Cryptophyceae, liien lớp Cryptomonada, pjaan ngành Rollomonadia, ngành Cryptista, phân giới Hacrobia, nhóm Chromalveolata, Bikonta, Eukaryota.[20]
4. Titanodula attenboroughi: loài bọ ngựa chi mới Titanodula, phân họ Hierodulinae, họ Mantidae, bộ Mantodea, lớp Insecta. Tên loài đặt theo tên David Attenborough[21][22]

## Tháng 8 năm 2020
1. Hemiphyllodactylus nahangensis: loài Hemiphyllodactylus, họ Gekkonidae.[23]

## Tháng 10 năm 2020
1. Magnolia quangninhensis, loài mộc lan Magnolia, họ Magnoliaceae, bộ Magnoliales.[24]
2. Mallomonas punctostriata: loài Mallomonas Striatae tìm thấy ở Phú Quốc, Kiên Giang và bán đảo Cam Ranh, Khánh Hòa
3. Mallomonas collucata: loài Mallomonas Annulatae tìm thấy ở đảo Phú Quốc.[25]
4. Pomacentrus bangladeshius, cá biển chi Pomacentrus, họ Cá thia.[26]
5. Pseudojuloides crux, cá biển chi Pseudojuloides, họ Cá bàng chài.[27]
6. Pseudojuloides paradiseus, cá biển chi Pseudojuloides, họ Cá bàng chài.[27]
7. Pseudojuloides pluto, cá biển chi Pseudojuloides, họ Cá bàng chài.[28]
8. Pseudojuloides proserpina, cá biển chi Pseudojuloides, họ Cá bàng chài.[28]

## Tháng 11 năm 2020
1. Fargesia sapaensis chi Fargesia, tông Bambuseae, liên tông Bambusodae, phân họ Bambusoideae, họ Poaceae, bộ Poales tìm thấy ở Lào Cai, Việt Nam.[29]

## Tháng 12 năm 2020
1. Coeliccia natgeo loài Coeliccia, phân họ Calicnemiinae, họ Platycnemididae, liên họ Coenagrionoidea, phân bộ Zygoptera, bộ Odonata tìm thấy ở Vườn quốc gia Vũ Quang, Hà Tĩnh.[30]
2. Pomacentrus andamanensis, cá biển chi Pomacentrus, họ Cá thia.[31]
3. Chromis vanbebberae, cá biển chi Chromis, họ Cá thia.[32]